# ATP Basel
Das ATP-Turnier von Basel (offiziell Swiss Indoors) ist ein Herren-Tennisturnier, das in der Halle auf Hartplatz gespielt wird. Das Turnier findet im Spätherbst in der St. Jakobshalle in Basel statt. Es ist das drittgrösste Hallenturnier der Welt. Aktuell gehört es zur Kategorie ATP Tour 500 innerhalb der ATP Tour. Das Turnier ist eines der 20 grössten jährlich stattfindenden Sportveranstaltungen der Schweiz. Das Budget beträgt 17 Mio. Franken. Kein anderer Sportevent verzeichnet derart hohe Investitionen und Reichweiten.

## Geschichte
Das Turnier wurde von Roger Brennwald in die Wege geleitet. Die ersten Jahre bis 1974 wurde das Turnier im kleinen Rahmen und ohne Doppel in einer eigens dafür errichteten Traglufthalle ausgetragen. Der Sieger erhielt als Preis eine Armbanduhr. 1975 zog die Veranstaltung in die neu errichtete St. Jakobshalle um. 1977 gewann das Turnier schlagartig an Popularität, als es gelang, den damaligen Weltklassespieler Björn Borg zu verpflichten. Zudem war das Turnier 1975 sowie ab 1977 Teil des Grand Prix Tennis Circuit, das später in die ATP Tour aufging. Bis 1977 wurde zunächst auf Teppichbelägen gespielt, von 1978 bis 1996 sowie 1998 wechselte man auf Hartplatz, ehe man von 1999 bis 2006 wieder zurück auf Teppich wechselte. Seit 2007 ist Hartplatz der Belag. Nachdem das Turnier ab 1990 Teil der niedrigsten Turnierkategorie, der ATP International Series gewesen war, wurde sie 2009 zur ATP Tour 500 aufgewertet. Das Preisgeld wurde dabei von 850'000 auf über 1,7 Mio. Euro verdoppelt, der Termin von Oktober auf Anfang November verschoben.
Das Handelsunternehmen Oettinger Davidoff Group war ab 1994 mit der Marke Davidoff Titelsponsor des Turniers – das Titelsponsoring mit Tabakwerbung wurde nach 17 Jahren jedoch nicht mehr weitergeführt, da dies zu massiven Einschränkungen führte und Tabakwerbung verschiedenen Restriktionen unterlag. So wurde der Name 2010 geändert.

## Siegerliste

Roger Federer, 10. Turniersieg Swiss Indoors Basel 2019

Ben Shelton, Swiss Indoors 2024

Roger Federer konnte sein Heimturnier insgesamt zehnmal gewinnen, davon zweimal dreimal in Folge. Zwischen 2000 und 2019 stand er insgesamt 15 Mal im Final – von 2006 bis 2015 zehnmal in Folge, beides Rekorde in der Open Era.

### Einzel

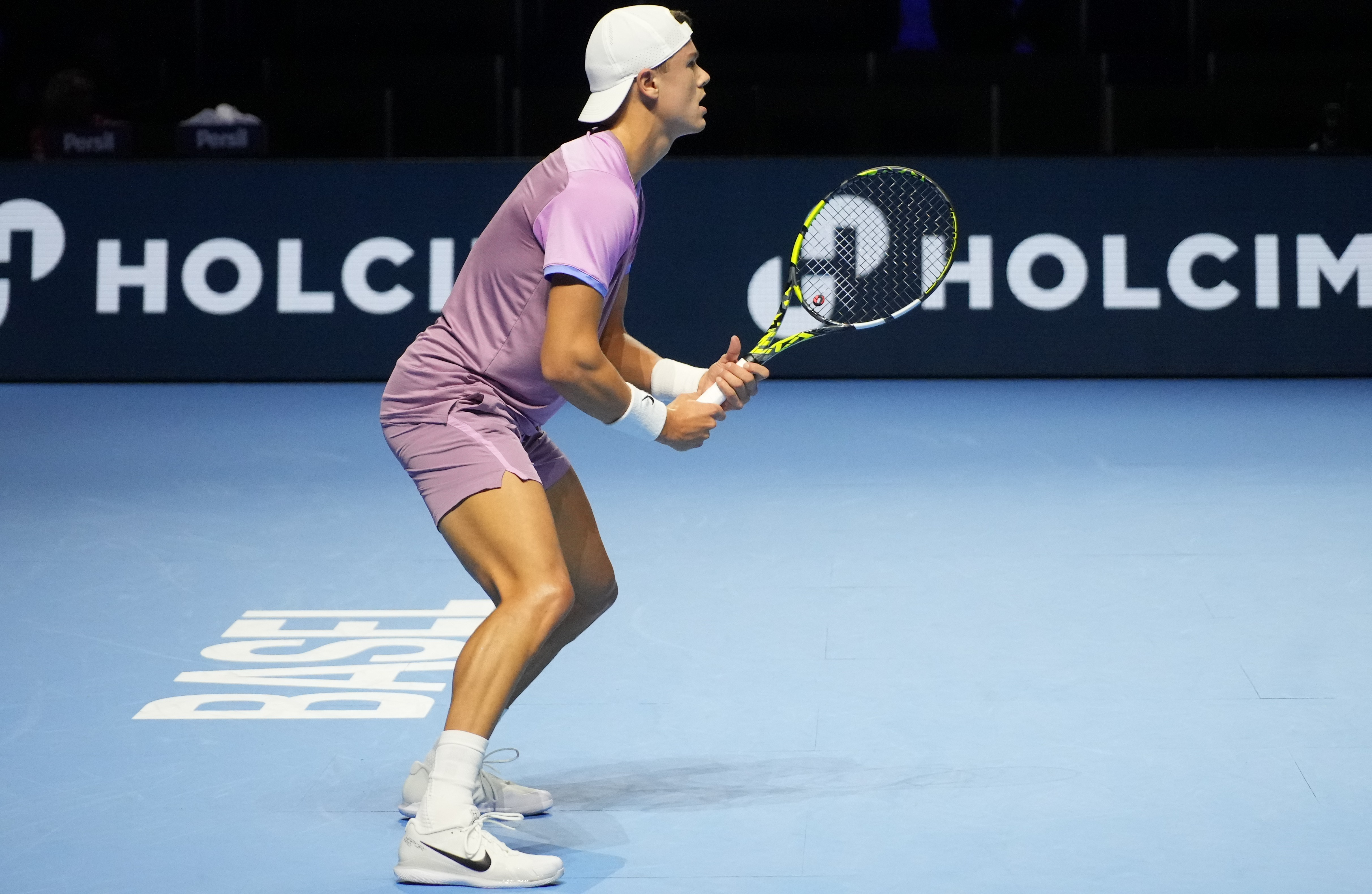
Holger Rune, Swiss Indoors 2024

| Jahr                | Sieger                     | Finalgegner           | Finalergebnis              |
| ------------------- | -------------------------- | --------------------- | -------------------------- |
| 2024                | Giovanni Mpetshi Perricard | Ben Shelton           | 6:4, 7:64                  |
| 2023                | Félix Auger-Aliassime (2)  | Hubert Hurkacz        | 7:63, 7:65                 |
| 2022                | Félix Auger-Aliassime (1)  | Holger Rune           | 6:3, 7:5                   |
| 2020–2021: abgesagt |                            |                       |                            |
| 2019                | Roger Federer (10)         | Alex de Minaur        | 6:2, 6:2                   |
| 2018                | Roger Federer (9)          | Marius Copil          | 7:65, 6:4                  |
| 2017                | Roger Federer (8)          | Juan Martín del Potro | 6:75, 6:4, 6:3             |
| 2016                | Marin Čilić                | Kei Nishikori         | 6:1, 7:65                  |
| 2015                | Roger Federer (7)          | Rafael Nadal          | 6:3, 5:7, 6:3              |
| 2014                | Roger Federer (6)          | David Goffin          | 6:2, 6:2                   |
| 2013                | Juan Martín del Potro (2)  | Roger Federer         | 7:63, 2:6, 6:4             |
| 2012                | Juan Martín del Potro (1)  | Roger Federer         | 6:4, 6:75, 7:63            |
| 2011                | Roger Federer (5)          | Kei Nishikori         | 6:1, 6:3                   |
| 2010                | Roger Federer (4)          | Novak Đoković         | 6:4, 3:6, 6:1              |
| 2009                | Novak Đoković              | Roger Federer         | 6:4, 4:6, 6:2              |
| 2008                | Roger Federer (3)          | David Nalbandian      | 6:3, 6:4                   |
| 2007                | Roger Federer (2)          | Jarkko Nieminen       | 6:3, 6:4                   |
| 2006                | Roger Federer (1)          | Fernando González     | 6:3, 6:2, 7:63             |
| 2005                | Fernando González          | Marcos Baghdatis      | 6:78, 6:3, 7:5, 6:4        |
| 2004                | Jiří Novák                 | David Nalbandian      | 5:7, 6:3, 6:4, 1:6, 6:2    |
| 2003                | Guillermo Coria            | David Nalbandian      | kampflos                   |
| 2002                | David Nalbandian           | Fernando González     | 6:4, 6:3, 6:2              |
| 2001                | Tim Henman (2)             | Roger Federer         | 6:3, 6:4, 6:2              |
| 2000                | Thomas Enqvist             | Roger Federer         | 6:2, 4:6, 7:64, 1:6, 6:1   |
| 1999                | Karol Kučera               | Tim Henman            | 6:4, 7:610, 4:6, 4:6, 7:62 |
| 1998                | Tim Henman (1)             | Andre Agassi          | 6:4, 6:3, 3:6, 6:4         |
| 1997                | Greg Rusedski              | Mark Philippoussis    | 6:3, 7:66, 7:63            |
| 1996                | Pete Sampras               | Hendrik Dreekmann     | 7:5, 6:2, 6:0              |
| 1995                | Jim Courier (2)            | Jan Siemerink         | 6:72, 7:65, 5:7, 6:2, 7:5  |
| 1994                | Wayne Ferreira             | Patrick McEnroe       | 4:6, 6:2, 7:67, 6:3        |
| 1993                | Michael Stich              | Stefan Edberg         | 6:4, 6:75, 6:3, 6:2        |
| 1992                | Boris Becker               | Petr Korda            | 3:6, 6:3, 6:2, 6:4         |
| 1991                | Jakob Hlasek               | John McEnroe          | 7:64, 6:0, 6:3             |
| 1990                | John McEnroe               | Goran Ivanišević      | 6:7, 4:6, 7:6, 6:3, 6:4    |
| 1989                | Jim Courier (1)            | Stefan Edberg         | 7:6, 3:6, 2:6, 6:0, 7:5    |
| 1988                | Stefan Edberg (3)          | Jakob Hlasek          | 7:5, 6:3, 3:6, 6:2         |
| 1987                | Yannick Noah (2)           | Ronald Agénor         | 7:6, 6:4, 6:4              |
| 1986                | Stefan Edberg (2)          | Yannick Noah          | 7:6, 6:2, 6:7, 7:6         |
| 1985                | Stefan Edberg (1)          | Yannick Noah          | 6:7, 6:4, 7:6, 6:1         |
| 1984                | Joakim Nyström             | Tim Wilkison          | 6:3, 3:6, 6:4, 6:2         |
| 1983                | Vitas Gerulaitis           | Wojciech Fibak        | 4:6, 6:1, 7:5, 5:5 aufgg.  |
| 1982                | Yannick Noah (1)           | Mats Wilander         | 6:4, 6:2, 6:3              |
| 1981                | Ivan Lendl (2)             | José Luis Clerc       | 6:2, 6:3, 6:0              |
| 1980                | Ivan Lendl (1)             | Björn Borg            | 6:3, 6:2, 5:7, 0:6, 6:4    |
| 1979                | Brian Gottfried            | Johan Kriek           | 7:5, 6:1, 4:6, 6:3         |
| 1978                | Guillermo Vilas            | John McEnroe          | 6:3, 5:7, 7:5, 6:4         |
| 1977                | Björn Borg                 | John Lloyd            | 6:4, 6:2, 6:3              |
| 1976                | Jan Kodeš                  | Jiří Hřebec           | 6:4, 6:2, 6:2              |
| 1975                | Jiří Hřebec                | Ilie Năstase          | 6:1, 7:6, 2:6, 6:4         |
| 1974                | Roger Taylor               | Petr Kanderal         | 7:5, 2:6, 7:5              |
| 1973                | Jean-Claude Barclay        | Leonardo Manta        | 6:3, 7:5                   |
| 1972                | Michel Burgener            | Petr Kanderal         | 7:5, 4:6, 6:0              |
| 1971                | Jiří Zahradníček           | Helmut Kuner          | 1:6, 6:2, 6:3              |
| 1970                | Klaus Berger               | Ernst Schori          | 6:3, 6:1                   |

### Doppel
| Jahr                   | Sieger                                   | Finalgegner                           | Finalergebnis      |
| ---------------------- | ---------------------------------------- | ------------------------------------- | ------------------ |
| 2024                   | Jamie Murray John Peers                  | Wesley Koolhof Nikola Mektić          | 6:3, 7:5           |
| 2023                   | Santiago González Édouard Roger-Vasselin | Hugo Nys Jan Zieliński                | 6:78, 7:63, [10:1] |
| 2022                   | Ivan Dodig (2) Austin Krajicek           | Nicolas Mahut Édouard Roger-Vasselin  | 6:4, 7:65          |
| 2020–2021: abgesagt    |                                          |                                       |                    |
| 2019                   | Jean-Julien Rojer Horia Tecău            | Taylor Fritz Reilly Opelka            | 7:5, 6:3           |
| 2018                   | Dominic Inglot (2) Franko Škugor         | Alexander Zverev Mischa Zverev        | 6:2, 7:5           |
| 2017                   | Ivan Dodig (1) Marcel Granollers (2)     | Fabrice Martin Édouard Roger-Vasselin | 7:5, 7:66          |
| 2016                   | Marcel Granollers (1) Jack Sock          | Robert Lindstedt Michael Venus        | 6:3, 6:4           |
| 2015                   | Alexander Peya Bruno Soares              | Jamie Murray John Peers               | 7:5, 7:5           |
| 2014                   | Vasek Pospisil Nenad Zimonjić (4)        | Marin Draganja Henri Kontinen         | 7:613, 1:6, [10:5] |
| 2013                   | Treat Huey Dominic Inglot (1)            | Julian Knowle Oliver Marach           | 3:6, 6:3, [4:10]   |
| 2012                   | Daniel Nestor (4) Nenad Zimonjić (3)     | Treat Huey Dominic Inglot             | 7:5, 6:74, [10:5]  |
| 2011                   | Michaël Llodra Nenad Zimonjić (2)        | Maks Mirny Daniel Nestor              | 6:4, 7:5           |
| 2010                   | Bob Bryan (4) Mike Bryan (4)             | Daniel Nestor Nenad Zimonjić          | 6:3, 3:6, [10:3]   |
| 2009                   | Daniel Nestor (3) Nenad Zimonjić (1)     | Bob Bryan Mike Bryan                  | 6:3, 6:2           |
| 2008                   | Mahesh Bhupathi Mark Knowles (3)         | Christopher Kas Philipp Kohlschreiber | 6:3, 6:3           |
| 2007                   | Bob Bryan (3) Mike Bryan (3)             | James Blake Mark Knowles              | 6:1, 6:1           |
| 2006                   | Mark Knowles (2) Daniel Nestor (2)       | Mariusz Fyrstenberg Marcin Matkowski  | 4:6, 6:4, [10:8]   |
| 2005                   | Agustín Calleri Fernando González        | Stephen Huss Wesley Moodie            | 7:5, 7:5           |
| 2004                   | Bob Bryan (2) Mike Bryan (2)             | Lucas Arnold Ker Mariano Hood         | 7:69, 6:2          |
| 2003                   | Mark Knowles (1) Daniel Nestor (1)       | Lucas Arnold Ker Mariano Hood         | 6:4, 6:2           |
| 2002                   | Bob Bryan (1) Mike Bryan (1)             | Mark Knowles Daniel Nestor            | 7:61, 7:5          |
| 2001                   | Ellis Ferreira Rick Leach                | Mahesh Bhupathi Leander Paes          | 7:63, 6:4          |
| 2000                   | Donald Johnson Piet Norval               | Roger Federer Dominik Hrbatý          | 7:69, 4:6, 7:64    |
| 1999                   | Brent Haygarth Aleksandar Kitinov        | Jiří Novák David Rikl                 | 0:6, 6:4, 7:5      |
| 1998                   | Olivier Delaître Fabrice Santoro         | Piet Norval Kevin Ullyett             | 6:3, 7:6           |
| 1997                   | Tim Henman Marc Rosset                   | Karsten Braasch Jim Grabb             | 7:6, 6:7, 7:6      |
| 1996                   | Jewgeni Kafelnikow Daniel Vacek (2)      | David Adams Menno Oosting             | 6:3, 6:4           |
| 1995                   | Cyril Suk (2) Daniel Vacek (1)           | Mark Keil Peter Nyborg                | 3:6, 6:3, 6:3      |
| 1994                   | Patrick McEnroe Jared Palmer             | Lan Bale John-Laffnie de Jager        | 6:3, 7:6           |
| 1993                   | Byron Black Jonathan Stark               | Brad Pearce Dave Randall              | 3:6, 7:5, 6:3      |
| 1992                   | Tom Nijssen Cyril Suk (1)                | Karel Nováček David Rikl              | 6:3, 6:4           |
| 1991                   | Jakob Hlasek (2) Patrick McEnroe         | Petr Korda John McEnroe               | 3:6, 7:6, 7:6      |
| 1990                   | Stefan Kruger Christo van Rensburg       | Neil Broad Gary Muller                | 4:6, 7:6, 6:3      |
| 1989                   | Udo Riglewski Michael Stich              | Omar Camporese Claudio Mezzadri       | 6:3, 4:6, 6:0      |
| 1988                   | Jakob Hlasek (1) Tomáš Šmíd (4)          | Jeremy Bates Peter Lundgren           | 6:3, 6:1           |
| 1987                   | Anders Järryd Tomáš Šmíd (3)             | Stanislav Birner Jaroslav Navrátil    | 6:4, 6:3           |
| 1986                   | Guy Forget Yannick Noah (2)              | Jan Gunnarsson Tomáš Šmíd             | 7:6, 6:4           |
| 1985                   | Tim Gullikson Tom Gullikson              | Mark Dickson Tim Wilkison             | 5:7, 6:3, 6:2      |
| 1984                   | Pavel Složil (2) Tomáš Šmíd (2)          | Stefan Edberg Tim Wilkison            | 7:6, 6:2           |
| 1983                   | Pavel Složil (1) Tomáš Šmíd (1)          | Stefan Edberg Florin Segărceanu       | 6:1, 3:6, 7:6      |
| 1982                   | Henri Leconte Yannick Noah (1)           | Fritz Buehning Pavel Složil           | 6:2, 6:2           |
| 1981                   | José Luis Clerc Ilie Năstase             | Markus Günthardt Pavel Složil         | 7:6, 6:7, 7:6      |
| 1980                   | Kevin Curren Steve Denton                | Bob Hewitt Frew McMillan              | 6:7, 6:4, 6:4      |
| 1979                   | Bob Hewitt Frew McMillan (2)             | Brian Gottfried Raúl Ramírez          | 6:3, 6:4           |
| 1978                   | Wojciech Fibak John McEnroe              | Bruce Manson Andrew Pattison          | 7:6, 6:4           |
| 1977                   | Mark Cox Buster Mottram                  | John Feaver John James                | 7:5, 6:4, 6:3      |
| 1976                   | Frew McMillan (1) Tom Okker              | Dick Crealy Karl Meiler               | 6:4, 7:6, 6:4      |
| 1970–1975: kein Doppel |                                          |                                       |                    |